# Lizzie Yu Der Ling

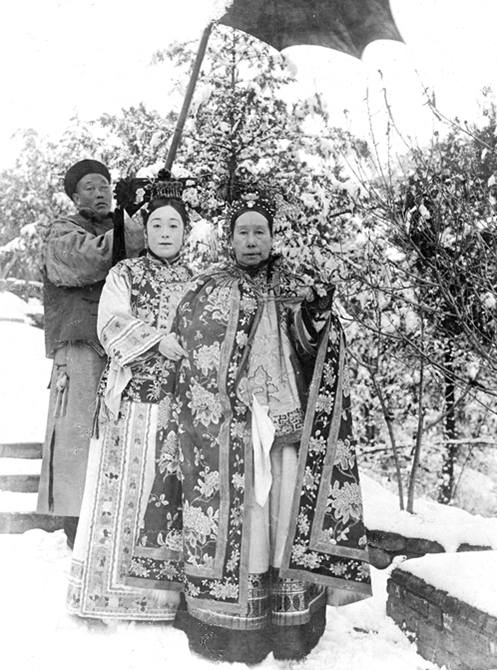
Der Ling med Cixi och en betjänt

Lizzie Yu Der Ling (mer känd som ”Prinsessan” Der Ling, även känd som Elisabeth Antoinette White efter hennes äktenskap med Thaddeus Cohu White), född 8 juni 1885 i Wuhan i Hubei, död 22 november 1944 i Berkeley i Kalifornien, var en kinesisk-amerikansk författare som var hovdam i Förbjudna staden under Qingdynastins slutskede.

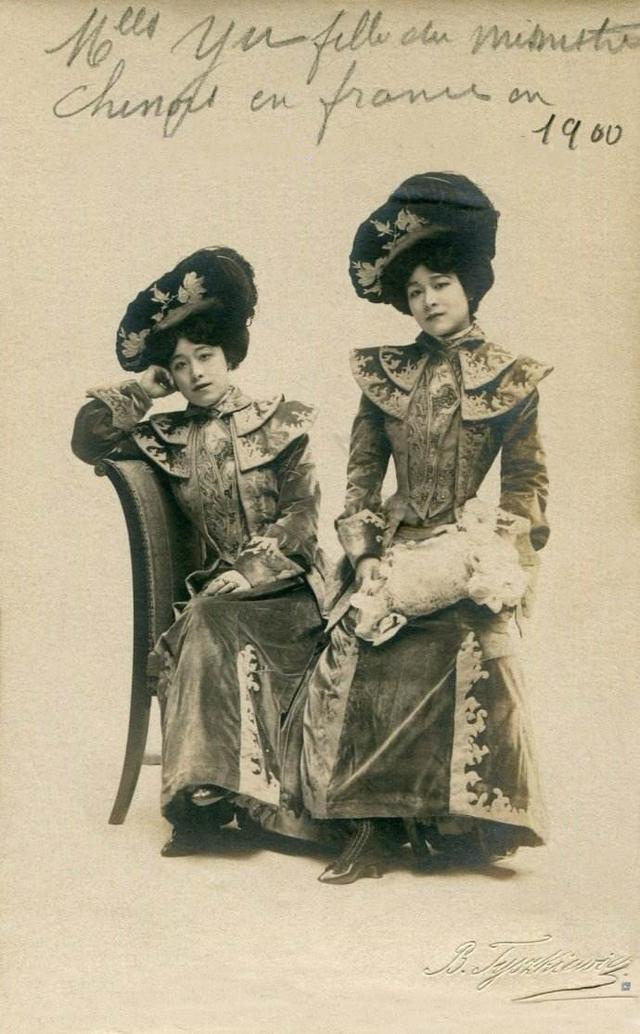
Lizzie (vänster) och hennes syster Nellie i Paris, 1900.

Yu Der Lings föräldrar var adelsmannen Yu Keng(fr), kinesisk diplomat i Japan och Frankrike samt medlem av Vita fänikan, och Louisa Pierson, dotter till en amerikansk handelsman. Hon hade tre syskon, Charles Yu Hsingling(en), John Yu Shuinling och Nellie Yu Roung Ling(en). Hon växte upp utomlands, bland annat i Paris där Isadora Duncan var hennes danslärare och Sarah Bernhardt hennes vän. Hon fick en västerländsk utbildning och lärde sig franska och engelska. Hon var en romersk-katolik som döptes av den franske biskopen Alphonse Favier.
Vid 17 års ålder, 1902 eller 1903, återvände hon till Kina och tjänstgjorde vid kejsarhovet som hovdam och tolk till änkekejsarinnan Cixi, och som engelsklärare till kejsar Guangxu. Cixi uppskattade henne och gav henne hederstiteln prinsessa inom hovet, trots att hon inte tillhörde den manchuiska kejsarfamiljen. Änkekejsarinnan planerade även att gifta bort henne med en av general Ronglus söner, vilket dock inte skedde.
I mars 1905 reste Der Ling till Shanghai för att besöka sin sjuke far, och förlovade sig där med den amerikanska diplomaten Thaddeus Cohu White. De gifte sig två år senare och år 1915 flyttade paret till USA. Hon skrev år 1911 en bok om sin tid som hovdam, Two Years in the Forbidden City, som ger en mer sympatisk bild av änkekejsarinnan än utländska skildringar av henne från denna tid. Paret flyttade under 1920-talet till Los Angeles, där Der Ling blev en lokalprofil känd för välgörenhet och förespråkande av kinesisk kultur. Hon skrev även ytterligare sju böcker om Qinghovet. Dessutom bidrog hon till "kinesiska byn" i världsutställningen i San Francisco 1939 med hovdräkter och jade, vilket ställdes ut i "Prinsessan Der Ling-paviljongen". År 1942 flyttade hon till Berkeley för att bli kinesisklärare vid University of California. Hon avled i en bilolycka 1944, 59 år gammal.